# Porina nitidula
Porina nitidula är en lavart som beskrevs av Müll. Arg. Porina nitidula ingår i släktet Porina och familjen Porinaceae.   Inga underarter finns listade i Catalogue of Life.